# Câinele andaluz
Câinele andaluz (în franceză Un chien andalou) este un scurtmetraj suprarealist mut franco-spaniol din 1929, realizat de regizorul spaniol Luis Buñuel și artistul Salvador Dalí. A fost primul film al lui Buñuel și a fost lansat inițial în 1929, cu o prezentare limitată la Studio des Ursulines din Paris, dar a devenit popular și a durat opt luni. 
Un Chien Andalou nu are un scenariu în sensul convențional al cuvântului. Cronologia filmului este dezlegată, sărind inițial „odată la o dată” la „opt ani mai târziu”, fără ca evenimentele și personajele să se schimbe. Folosește logica viselor în fluxul narativ care poate fi descris în termenii asocierii freudiene libere, cunoscute atunci, prezentând o serie de scene înrudite cu tenuri.

## Distribuție
- Simone Mareuil
- Pierre Batcheff
- Luis Buñuel
- Salvador Dalí
- Robert Hommet
- Marval
- Fano Messan
- Jaime Miravilles